# Liste des voies de Montpellier
Cet article recense les voies de Montpellier, en France. 

## Liste
- Haut – A
- B
- C
- D
- E
- F
- G
- H
- I
- J
- K
- L
- M
- N
- O
- P
- Q
- R
- S
- T
- U
- V
- W
- X
- Y
- Z

### A
- Rue Abbé-Breuil
- Rue de l'Abbé-de-l'Épée
- Rue Abbé-Marcel-Montels
- Avenue Abbé-Paul-Parguel
- Rue des Abeilles
- Rue Abel-Gance
- Rue Abert
- Rue des Abricotiers
- Rue de l'Abrivado
- Rue des Acacias
- Place d'Acadie
- Impasse des Acanthes
- Rue des Acconiers
- Rue Achille
- Rue Achille-Bégé
- Avenue Achille-Duchène
- Rue Achille-Zavatta
- Rue des Aconits
- Allée des Açores
- Rue de l'Acropole
- Rue Ada
- Rue Adam-de-Craponne
- Allée Adam-de-la-Halle
- Avenue Adolphe-Alphand
- Rue Adolphe-Benamour
- Rue Adolphe-Mion
- Rue Adolphe-Nourrit
- Place de l'Adret
- Rue Adrien-Proby
- Rue Adrienne-Boland
- Boulevard de l'Aéroport-International
- Rue de l'Agathois
- Allée de l'Agave
- Rue de l'Agenais
- Avenue Aglaé-Adanson
- Rue Agnès-d'Aragon
- Allée Agnès-Mac-Laren
- Place Agrippa-d'Aubigné
- Avenue Agropolis
- Place d'Aguesseau
- Rue de l'Aiglon
- Rue de l'Aigoual
- Rue d'Aigrefeuille
- Rue des Aigrettes
- Rue de l'Aiguelongue
- Rue des Aiguerelles
- Rue de l'Aiguillerie
- Rue de l'Aire
- Rue d'Ajaccio
- Rue Alain-Colas
- Allée Alain-Corneau
- Rue Alauzet
- Rue des Albatros
- Rue d'Albe
- Allée des Albères
- Place Albert-1er
- Rue Albert-Arnavielle
- Rue Albert-Arnavielle-dit-l'Arbi
- Allée Albert-Calmette
- Rue Albert-Camus
- Place Albert-Delranc
- Avenue Albert-Dubout
- Avenue Albert-Einstein
- Rue Albert-Ferrasse
- Rue Albert-Jacquard
- Rue Albert-Leenhardt
- Place Albert-Louvel
- Rue Albert-Luthuli
- Rue Albert-Samain
- Rue Albert-Schweitzer
- Allée Albert-Soboul
- Rue Albert-Viger
- Allée Alberto-Giacometti
- Rue de l'Albigeois
- Rue d'Albisson
- Rue d'Alco
- Rue Alcyone
- Allée Alegria-Beracasa
- Rue d'Alembert
- Allée Alexander-Fleming
- Rue Alexandra-David-Neel
- Rue Alexandre-Cabanel
- Place Alexandre-Laissac
- Rue Alexandre-Langlade
- Rue Alexandre-Maury
- Passage Alexandre-Yersin
- Rue Alexis-Alquié
- Impasse Alfred-Bruyas
- Rue Alfred-Bruyas
- Rue Alfred-Cortot
- Rue Alfred-Jarry
- Rue Alfred-Koestler
- Rue Alfred-Legal
- Rue Alfred-de-Musset
- Rue Alfred-Nobel
- Rue Alfred-de-Vigny
- Cour Alfred-Wegener
- Rue d'Alger
- Rue Ali-Ben-Chekhal
- Place Alice-Sapritch
- Rue des Alisiers
- Rue des All-Blacks
- Terrasse des Allées-du-Bois
- Allée Alma-Mahler
- Rue d'Alméras
- Rue des Alouettes
- Rue Alphonse-Allais
- Avenue Alphonse-Juin
- Place Alphonse-Laveran
- Rue Alphonse-Tavan
- Rue des Alpilles
- Rue d'Alsace
- Place Altamira
- Rue de l'Amandier
- Impasse des Amandines
- Rue des Amarantes
- Allée des Amaryllis
- Chemin des Amaryllis
- Rue des Amaryllis
- Rue Ambroise-Paré
- Rue de l'Améthyste
- Allée Amilcare-Calvetti
- Rue Amoreux
- Rue des Amouriers
- Rue Amy-Mollisson
- Rue Anatole-France
- Rue de l'Ancien-Courrier
- Rue de l'Ancienne-Poste
- Rue André-Chamson
- Square André-Chénier
- Rue André-Franquin
- Rue André-Le-Nôtre
- Place André-Leroi-Gourhan
- Plan André-Lurçat
- Rue André-Malraux
- Rue André-Marie-Ampère
- Rue André-Michel
- Allée André-Pilleboue
- Rue André-Puig-Aubert
- Allée André-Vésale
- Impasse Andrea-Palladio
- Rue Andy-Warhol
- Rue des Anémones
- Impasse Angèle-Davin
- Impasse Angelvin
- Rue Anna-Pavlova
- Allée Anne-Marie-de-Backer
- Place Annie-Girardot
- Rue des Anoubles
- Rue Anselme-Mathieu
- Rue Anterrieu
- Rue des Anthémis
- Boulevard d'Antigone
- Allée Antoine-Coysevox
- Impasse Antoine-Dugès
- Rue Antoine-Laurent-Jussieu
- Rue Antoine-Louis-Barye
- Rue Antoine-Vallot
- Allée Antoinette-Fouque
- Allée Antonin-Chauliac
- Place Antonio-Gaudí
- Rue des Aphyllantes
- Avenue des Apothicaires
- Allée de l'Aqueduc
- Impasse de l'Aquilon
- Rue de l'Aramon
- Rue des Araucarias
- Rue des Arbousiers
- Rue de l'Arc-des-Mourgues
- Boulevard des Arceaux
- Impasse Archimède
- Impasse d'Arcole
- Rue d'Argencourt
- Rue de l'Argenterie
- Rue Aristée
- Rue Aristide-Maillol
- Rue Aristide-Ollivier
- Rue Aristides-de-Sousa-Mendès
- Rue Armand-Lunel
- Place de l'Armoise
- Rue Arnaud-de-Lart
- Rue Arnaud-de-Villeneuve
- Rue Arnault-Peyre
- Rue de l'Arnel
- Impasse des Artémises
- Rue Arthur-Young
- Allée des Arts
- Rue des Asphodèles
- Avenue d'Assas
- Rue Assia-Djebar
- Rue d'Assise
- Rue d'Astier-de-la-Vigerie
- Rue Astruc
- Rue Atgier-Hazard
- Rue d'Athènes
- Allée de l'Attique
- Rue de l'Aubépine
- Rue d'Aubeterre
- Rue Augereau
- Impasse Auguste-Baussan
- Rue Auguste-Broussonnet
- Rue Auguste-Comte
- Place Auguste-Fages
- Place Auguste-Gibert
- Impasse Auguste-Mourgues
- Place Auguste-Rodin
- Avenue Augustin-Fliche
- Rue des Augustins
- Rue Aung-San-Suu-Kyi
- Impasse de l'Autan
- Rue d'Auvergne
- Rue des Avant-Monts
- Rue des Avelaniers
- Rue Aventurin
- Impasse Avicenne
- Place d'Aviler
- Rue Azalaïs-d'Altier
- Rue des Azalées
- Rue Azéma
- Rue des Azéroliers

### B
- Impasse de Baalbek
- Place Babeuf
- Square de la Babote
- Place de Babylone
- Impasse des Bacchantes
- Avenue Bachaga-Boualem
- Rue Baden-Powell
- Impasse de la Badiane
- Impasse de Bagatelle
- Rue des Baguenaudiers
- Rue Balainvilliers
- Rue des Balances
- Rue Balard
- Rue de Bâle
- Rue des Baléares
- Rue des Balestriers
- Rue de la Bandido
- Rue Baqué
- Rue Barbara
- Avenue de Barcelone
- Rue de Barcelone
- Rue de Bari
- Impasse Barnabé
- Chemin des Barques
- Rue de la Barralerie
- Descente en Barrat
- Rue Barthez
- Rue du Bassin
- Rue Bastide
- Rue des Bateliers
- Impasse Baton-Rouge
- Rue Baudin
- Impasse de la Baume
- Rue Baumes
- Rue Bayard
- Rue du Bayle
- Rue Bazille-Balard
- Rue du Béarn
- Cour Beau-de-Rochas
- Rue Beau-Séjour
- Rue de Beau-Soleil
- Rue du Beaumont
- Impasse du Beaupré
- Place des Beaux-Arts
- Rue Béchamp
- Rue des Bégonias
- Rue de la Bégude
- Cour Bel-Air
- Rue du Bel-Air
- Rue de Belfort
- Impasse de la Belle
- Rue de la Belle
- Rue de la Belle-Grappe
- Allée de la Belle-Treille
- Cour Belle-Vue
- Rue Belmont
- Rue du Belvédère
- Impasse Bencker
- Rue des Bengalis
- Rond-point Benjamin-Franklin
- Boulevard Benjamin-Milhaud
- Allée Béranger
- Rue de Bercy
- Rue Bérenger-Frédol
- Avenue des Bergamotes
- Rue du Berger
- Rue des Bergeronnettes
- Rue Bernard-Blier
- Rue Bernard-Délicieux
- Rue Bernard-Giraudeau
- Rue Bernard-Lecache
- Rue Bernard-de-Tréviers
- Impasse Berthe-Rochas
- Boulevard Berthelot
- Rue Bertrand-de-Born
- Rue Bertrand-Flornoy
- Impasse Bigot
- Rue Bigot
- Rue Billie-Holiday
- Rue de Bionne
- Passage Biquet
- Impasse des Biscayeurs
- Avenue du Biterrois
- Rue Blaise-Pascal
- Impasse de la Blanquette
- Rue des Blanquiers
- Impasse Blazy
- Rue des Bleuets
- Rue Bocaud
- Avenue de Boirargues
- Impasse du Bois-d'Alco
- Impasse du Bois-Joli
- Rue de Bologne
- Allée de Bon-Accueil
- Rue del Bon-Païs
- Rue del Bon-Souleou
- Rue Bonnard
- Boulevard Bonne-Nouvelle
- Rue Bonnie
- Rue Bonnier-d'Alco
- Impasse Boris-Vian
- Rue Bornier
- Impasse Bosquet
- Rue Bosquet
- Allée de Bosserville
- Rue du Bouclier-de-Brennus
- Rue des Bougainvillées
- Rue des Bougainvilliers
- Rue des Bouisses
- Rue des Bouissettes
- Avenue Bouisson-Bertrand
- Allée du Boulingrin
- Rue des Bouquetins
- Rue de la Bourgine
- Rue Bourrely
- Rue Bourvil
- Place Bouschet-de-Bernard
- Rue Bouschet-de-Bernard
- Rue Boussairolles
- Rue Boussinesq
- Rue des Boutons-d'Or
- Rue des Bouvreuils
- Rue Boyer
- Rue de Braine
- Rue du Bras-de-Fer
- Impasse du Brestalou
- Rue Breton
- Rue de la Brigantine
- Rue Brillat-Savarin
- Allée du Briol
- Impasse des Briquetiers
- Impasse Broussonnet
- Rue Brueys
- Rue Brumaire
- Impasse Brun
- Rue des Brusses
- Passage Bruyas
- Rue des Bruyères
- Rue Buffon
- Rue de Bugarel
- Rue des Buis
- Impasse Burgues
- Place de Byblos

### C
- Plan Cabanes
- Rue des Cabiroules
- Rue des Cachous
- Rue de Cadix
- Rue de la Cadoule
- Rue du Cadran-Solaire
- Rue du Caducée
- Rue des Cailles
- Rue Caizergues-de-Pradines
- Rambla des Calissons
- Rue du Calvaire
- Place Calvi
- Rue Calvin
- Rue Calypso
- Rue de Camargue
- Rue Cambacérès
- Rue des Cambiadours
- Rue de Cambridge
- Impasse des Camélias
- Rue Camille-Claudel
- Rue Camille-Descossy
- Rue Camille-Desmoulins
- Rue Camille-Flammarion
- Rue Camille-Saint-Saëns
- Cour des Camisards
- Rue Campan
- Rue des Campanules
- Chemin de Campredon
- Rue des Canabassiers
- Rue du Canal
- Rue des Candeliers
- Rue de Candolle
- Rue des Canepetières
- Place du Canigou
- Rue du Cannau
- Place de la Canourgue
- Rue de la Cantaperdrix
- Rue de Cante-Gril
- Impasse Cantié
- Rue Canton
- Rue du Capitaine-Pierre-Pontal
- Rue du Capricorne
- Rue des Capriers
- Impasse des Capucines
- Cour des Capucins
- Impasse Caravelle
- Rue de la Carbonnerie
- Rue des Cardeurs
- Rue du Cardinal-de-Cabrières
- Place Cardinal-Marty
- Rue de la Cardonille
- Rue du Carignan
- Rue Carl-von-Linné
- Rue Carlencas
- Allée du Carlit
- Rue des Carmélites
- Rue des Carmes-du-Palais
- Place Carnot
- Place Caroline-Aigle
- Rue du Caroubier
- Rue du Caroux
- Impasse Carré-du-Roi
- Rue du Carré-du-Roi
- Rue de la Carrierasse
- Rue Casanova
- Rue de Casseyrols
- Rue des Cassis
- Rue Castel-Moton
- Rue Castel-Ronceray
- Place Castellane
- Rue de la Castelle
- Avenue de Castelnau
- Rue de Castelnau
- Rue Castilhon
- Rue des Castors
- Allée des Castors-du-Midi
- Rue Catalan
- Rue de Catalogne
- Rue des Catalpas
- Rue Cauzit
- Rue Cavaillé-Coll
- Rue de la Cavalade
- Rue de la Cavalerie
- Rue Cavelier-de-la-Salle
- Rue des Cèdres
- Place de la Celette
- Rue de Celleneuve-à-Saint-Hilaire
- Cour Celsius
- Impasse des Centaurées
- Rue de Centrayrargues
- Rue des Cerisiers
- Impasse du Cers
- Allée César-Sanquette
- Rue des Cétoines
- Square Cézanne
- Place Chabaneau
- Place du Chai
- Impasse de Chaldée
- Rue Chamayou
- Rue de Chambert
- Rue du Champ-d'Azur
- Avenue Chancel
- Rue Chanoine-Bessède
- Place Chanoine-Kir
- Impasse des Chanterelles
- Impasse Chapeau-Rouge
- Rue du Chapeau-Rouge
- Place de la Chapelle-Neuve
- Impasse Chaptal
- Rue Chaptal
- Rue Charancy
- Impasse Charcot
- Allée du Chardonnay
- Rue des Chardonnerets
- Rue de la Charité
- Rue Charles-Amans
- Rue Charles-Baudelaire
- Rue Charles-Bonaparte
- Rue Charles-Bordes
- Rue Charles-Borromée
- Impasse Charles-Bourseul
- Rue Charles-de-Coulomb
- Place Charles-Cros
- Allée Charles-Darwin
- Impasse Charles-Dejean
- Rue Charles-Didion
- Avenue Charles-Flahault
- Impasse Charles-de-Foucauld
- Esplanade Charles-de-Gaulle
- Rue Charles-Gide
- Rue Charles-Gounod
- Allée Charles-de-Montalembert
- Place Charles-Péguy
- Rue Charles-Perrault
- Rue Charles-Thomas-Thibault
- Passage Charles-Tillon
- Rue Charles-de-Tourtoulon
- Rue Charles-Vanel
- Boulevard Charles-Warnery
- Place des Charmilles
- Rue de la Charrue
- Allée de la Chartreuse
- Rue des Chasseurs
- Impasse du Château
- Place du Château
- Rue de Château-Bon
- Avenue du Château-d'O
- Rue Chateaubriand
- Rue du Chélia
- Rue du Chemin-Salinier
- Rue de la Chênaie
- Allée du Chêne-Vert
- Rue des Chênes-Kermès
- Rue de Cheng-Du
- Rue du Cherche-Midi
- Rue de Cherchell
- Rue du Cheval-Blanc
- Rue du Cheval-Vert
- Rue du Chèvrefeuille
- Place des Chevreuils
- Rue Chico-Mendès
- Impasse Chimène
- Place de Chine
- Rue de Chio
- Rue de Cholet
- Rue Chrestien
- Rue Christian-Bénézech
- Rue Christian-Dior
- Place Christophe
- Place Christophe-Colomb
- Rue des Cigales
- Impasse des Cigalons
- Rue des Cigognes
- Rue du 56e-Régiment-d'Artillerie
- Rue des Cinsaults
- Rue Circé
- Allée des Cirses-de-Montpellier
- Rue de Ciry-Salsogne
- Impasse du Ciste-Blanc
- Impasse du Ciste-Rose
- Allée de la Citadelle
- Rue Cité-Benoît
- Rue Cité-Bousquet
- Impasse Cité-Gelly
- Rue Cité-de-Las-Cazes
- Rue Cité-du-Mas-de-Tesse
- Rue de la Cité-Montmartre
- Rue Cité-Saint-Roch
- Rue Cité-Simon
- Rue Cité-Valette
- Rue de la Cité-Verdier
- Rue des Citronniers
- Rue des Clairettes
- Rue de la Clairière
- Place de la Clamouse
- Allée de la Clape
- Rue Clapiès
- Rue Clara-Zetkin
- Rue de Claret
- Rue Claude-Balbastre
- Rue Claude-Berri
- Rue Claude-Berthollet
- Rue Claude-Bourdet
- Rue Claude-Brousson
- Rue Claude-Chappe
- Rue Claude-Debussy
- Rue Claude-François
- Rue Claude-Lévi-Strauss
- Rue Claude-Monet
- Rue Claude-Nougaro
- Rue Claude-Percier
- Rue Claude-Serres
- Rue des Clématites
- Passage Clemenceau
- Rue de Clémentville
- Rue du Clos-de-la-Cerisaie
- Rue du Clos-Chivaud
- Impasse du Clos-Hélios
- Rue du Clos-des-Hirondelles
- Rue du Clos-Jolival
- Rue du Clos-René
- Rue du Clos-Saint-Georges
- Impasse du Clos-Vézy
- Impasse de la Cocarde
- Impasse des Coccinelles
- Rue de Coïmbre
- Rue des Colchiques
- Rue Colette
- Impasse des Colibris
- Rue Coligny
- Rue Colin
- Rue du Collège
- Rue du Collège-Duvergier
- Avenue de la Colline
- Allée Colline-Chantecler
- Rue de la Colline-du-Vivarais
- Rue Collot
- Rue des Colombes
- Rue du Colonel-Marchand
- Avenue du Colonel-Pavelet
- Rue des Colverts
- Rue de la Combe-de-Bonesta
- Rue de la Combe-Caude
- Place de la Comédie
- Tunnel de la Comédie
- Rue du Commandant-Massoud
- Rue du Commerce
- Rue des Communautés
- Rue de la Commune-Clôture
- Chemin des Comportes
- Rue du Comtat-Venaissin
- Rue Comte-Bernard
- Allée du Comté-de-Foix
- Rue du Comté-de-Melgueil
- Impasse Comte-du-Moulin-Eckart
- Avenue du Comté-de-Nice
- Place du Comté-de-Toulouse
- Rue de la Concorde
- Rue de la Condamine
- Rue Condorcet
- Rue de la Confrérie
- Rue des Congrégations
- Rue de Constantine
- Rue des Constellations
- Rue de la Constituante
- Boulevard des Consuls-de-Mer
- Rue des Contes-Provençaux
- Impasse Cope-Cambes
- Rue Cope-Cambes
- Rue du Coq-de-Roche
- Rue des Coquelicots
- Rue de la Coquille
- Rue des Cordeliers
- Allée de Corfou
- Rue de Corinthe
- Rue des Cormorans
- Rue de la Cornaline
- Rue des Coronilles
- Place Corot
- Place du Corps-Expéditionnaire-Français-en-Italie
- Rue des Corrégiers
- Rue de Corse
- Square de Corte
- Rue de Cos
- Square de Cos
- Rue de la Costa-Brava
- Rue de la Costa-Dorada
- Rue Coste-Frège
- Rue Costebelle
- Impasse du Couchant
- Rue Coulondre
- Rue de la Cour-du-Recteur
- Rue de la Courbe
- Rue des Courlis
- Rue Courte-Oreille
- Impasse Coustou
- Square Couthon
- Allée de Coventry
- Rue de Crète
- Rue des Cristalliers
- Rue des Crocus
- Rue de la Croix
- Impasse de la Croix-d'Argent
- Rue de la Croix-Bonhomme
- Avenue de la Croix-du-Capitaine
- Rue de la Croix-de-Figuerolles
- Rue de la Croix-de-Las-Cazes
- Rue de la Croix-de-Lavit
- Rue de la Croix-d'Or
- Rue de la Croix-des-Rosiers
- Rue de la Croix-du-Sud
- Rue de la Croix-Verte
- Rue de Cronstadt
- Rue Crova
- Rue du Curat
- Place Curnonsky
- Allée des Cyclades
- Rue des Cyclamens
- Rue du Cygne
- Rue des Cyprès
- Rue Cyprien-Tourel
- Rue Cyrano-de-Bergerac
- Impasse des Cytises

### D
- Rue du Dahlia
- Rue du Dahomey
- Rue Daniel-Mayer
- Rue Daniel-Sage
- Rue Daniel-Sorano
- Rue de la Danse-du-Chevalet
- Rue de la Danse-des-Cordelles
- Rue de la Danse-des-Treilles
- Rue Danton
- Rue Daru
- Impasse Daube
- Rue Daumesnil
- Rue Daunou
- Rue du Dauphiné
- Passage David-Belugou
- Place Delacroix
- Rue Delmas
- Impasse Delort
- Allée de Delos
- Rue Delpech
- Allée de Delphes
- Rue Delphine-Seyrig
- Rue Denis-Papin
- Rue Denise
- Place Denise-Grey
- Rue Desmazes
- Rue Dessale-Possel
- Rue des Deux-Manses
- Rue des Deux-Ponts
- Impasse des Deux-Ruisseaux
- Rue Diderot
- Impasse des Dinandiers
- Place Django-Reinhardt
- Avenue Docteur-Jacques-Fourcade
- Rue du Docteur-Lachapelle
- Rue du Docteur-Louis-Perrier
- Avenue du Docteur-Pezet
- Rue Docteur-Roux
- Rue Dom-Pérignon
- Rue Dom-Vaissette
- Rue Dominique-Larrey
- Voie Domitienne
- Rue Don-Bosco
- Allée Donatello
- Rue Donnat
- Rue Dora-Maar
- Rue Dora-Schaul
- Rue Doria
- Rue Doris
- Rue de Doscarès
- Impasse Dou-Valadoun
- Rue Douanier-Rousseau
- Avenue du Doyen-Gaston-Giraud
- Place Doyen-Gaston-Giraud
- Rue Doyen-Pierre-Jourda
- Rue Doyen-de-Rouville
- Avenue des Dragées
- Impasse du Dragon
- Rue Draperie-Rouge
- Rue Draperie-Saint-Firmin
- Rue de la Draye
- Avenue des Droits-de-l'Homme
- Rue Dubreuil
- Plan Duché
- Rue Duchesse-d'Abrantès
- Rue Duguay-Trouin
- Impasse Duke-Ellington
- Rue Durand
- Rue Duval-Jouve

### E
- Rue des Éclusiers
- Avenue de l'École-d'Agriculture-Gabriel-Buchet
- Rue de l'École-de-Droit
- Rue de l'École-Mage
- Rue de l'École-de-Médecine
- Rue de l'École-Normale
- Rue de l'École-de-Pharmacie
- Rue de l'École-Républicaine
- Cour des Écoles
- Rue des Écoles
- Rue des Écoles-Centrales
- Rue des Écoles-Laïques
- Rue des Écoles-Pies
- Rue de l'Écrin
- Rue des Écureuils
- Rue des Écuyers
- Impasse Edmond
- Impasse Edmond-Cramaussel
- Rue Edmond-Halley
- Rue Edmond-Lautard
- Place Edmond-Rostand
- Place Édouard-Adam
- Rue Édouard-Branly
- Rue Édouard-Cartailhac
- Rue Édouard-Marsal
- Impasse Édouard-Martel
- Rue Édouard-Orliac
- Rue Édouard-Roche
- Rue Édouard-VII
- Rue Édouard-Villalonga
- Esplanade de l'Égalité
- Rue des Églantiers
- Place de l'Église
- Rue de l'Église
- Rue des Eiders
- Impasse des Élégies
- Rue Elena-Bonner
- Rue Elie-Wiesel
- Rue Élise-Baudou
- Impasse Élisée-Deandreis
- Impasse Ella-Fitzgerald
- Rue Elsa-Triolet
- Rue Embouque-d'Or
- Rue de l'Émeraude
- Rue Émile-Baudot
- Avenue Émile-Bertin-Sans
- Rue Émile-Bonnet
- Rue Émile-Chartier-dit-Alain
- Place Émile-Combes
- Avenue Émile-Diacon
- Rue Émile-Duployé
- Rue Émile-Gaboriau
- Rue Émile-Julien
- Rue Émile-Littré
- Place Émile-Martin
- Rue Émile-Matan
- Rue Émile-Picard
- Rue Émile-Zola
- Rue Emmanuel-Hédon
- Rue Emmanuel-Héré
- Place Emmanuel-Kant
- Impasse Emmanuel-Roblès
- Rue En-Gondeau
- Rue En-Rouan
- Rue Enclos-des-Brosses
- Rue Enclos-Fermaud
- Impasse de l'Enclos-de-l'Herbette
- Rue des Épervières
- Rue des Épicéas
- Rue d'Épidaure
- Rue de l'Épire
- Rue de l'Équerre
- Rue des Érables
- Cour Érasme
- Impasse Ermengarde
- Rue Ernest-Castan
- Place Ernest-Granier
- Rue Ernest-Michel
- Boulevard Ernest-Renan
- Rue de l'Escalette
- Rue des Escarceliers
- Rue de l'Escoutadou
- Rue Esculape
- Rue d'Espeisses
- Impasse de l'Espérance
- Rue de l'Espérou
- Rue de l'Espinouse
- Rue Esprit-Auber
- Rue Estelle
- Place de l'Estérel
- Impasse Estève
- Rue de l'Estragon
- Impasse de l'Étang-d'Ingril
- Impasse de l'Étang-de-l'Or
- Impasse de l'Étang-du-Prévost
- Rue de l'Étang-de-Vic
- Rue des Étangs
- Rue des États-Généraux
- Avenue des États-du-Languedoc
- Rue Étienne-Antoine
- Rue Étienne-Cardaire
- Allée Étienne-Delessert
- Place Étienne-Jodelle
- Avenue Étienne-Méhul
- Rue de l'Étoile-Bleue
- Rue Ettore-Bugatti
- Rue des Étuves
- Allée de l'Eubée
- Rue des Eucalyptus
- Rue Euclide
- Place Eugène-Bataillon
- Rue Eugène-Ducretet
- Rue Eugène-Labiche
- Rue Eugène-Lisbonne
- Rue Eugène-Varlin
- Place Euler
- Avenue de l'Europe
- Esplanade de l'Europe
- Rue Eurydice
- Rue Expert

### F
- Rue Fabre
- Rue Fabre-d'Églantine
- Rue Fabri-de-Peiresc
- Rue des Faïenciers
- Impasse Falot
- Rue de Famagouste
- Rue Farges
- Rue de la Farigoule
- Rue du Faubourg-Boutonnet
- Rue du Faubourg-du-Courreau
- Rue du Faubourg-Figuerolles
- Rue du Faubourg-de-Nîmes
- Rue du Faubourg-Saint-Jaumes
- Rue du Faubourg-de-la-Saunerie
- Rue de la Fauvette
- Rue Favre-de-Saint-Castor
- Rue des Félibres
- Rue du Félibrige-Latin
- Rue Félix-Éboué
- Rue Félix-Sahut
- Rue de la Felouque
- Rue des Fenouils
- Rue du Fer-à-Cheval
- Rue Ferdinand-Barre
- Rue Ferdinand-Fabre
- Rue Ferdinand-de-Lesseps
- Rue Fernandel
- Rue de la Ferrade
- Rue de Ferran
- Rue de Ferrare
- Avenue de Fès
- Rue du Fesquet
- Rue de la Figairasse
- Rue du Figuier
- Rue Finel
- Impasse Fino-Bricka
- Allée Firmin-Coquerel
- Rue Fizes
- Rue des Flamants-Roses
- Place Flandres-Dunkerque
- Rue Flaugergues
- Quai Flora-Tristan
- Impasse des Floralies
- Rue de la Flore-Juvénale
- Rue Floréal
- Place Florian
- Impasse Flouch
- Rue Foch
- Rue de Font-Carrade
- Rue de Font-Caude
- Rue de Font-Couverte
- Rue de la Font-Froide
- Rue de Font-Ségugne
- Rue de la Fontaine
- Rue de la Fontaine-de-la-Banquière
- Rue de la Fontaine-de-Celleneuve
- Rue de la Fontaine-de-Lattes
- Rue de la Fontaine-du-Pila-Saint-Gély
- Chemin de la Fontaine-du-Roy
- Rue de la Fontaine-Saint-Berthomieu
- Rue Fontanon
- Rue de Fontcarrade
- Impasse Fontenille
- Rue Fontenille
- Place de Fontjun
- Rue de Forcrand
- Rue de la Forêt-Noire
- Impasse du Forgeron
- Allée Forton
- Rue Fouques
- Rue Fouquet
- Rue Four-des-Flammes
- Rue du Four-Saint-Éloi
- Rue des Fourbisseurs
- Place Fourier
- Rue Fournarié
- Rue Fra-Angelico
- Square Fragonard
- Rue des Fraisiers
- Rue des Framboisiers
- Place de France
- Rue Francèze-de-Cézelli
- Allée Francis-Blanche
- Rue Francis-Garnier
- Rue Francis-Lopez
- Place Francis-Ponge
- Impasse Francis-Poulenc
- Rue Francisco-Goya
- Allée François-Adrien-Boieldieu
- Rue François-André-Philidor
- Place François-Astier
- Rue François-Bélanger
- Allée François-de-Châtillon
- Impasse François-Chicoyneau-de-la-Valette
- Rue François-Coppée
- Rue François-Coulet
- Rue François-Couperin
- Rue François-Daumas
- Avenue François-Delmas
- Rue François-Dezeuze
- Allée François-Fabié
- Rue François-Franque
- Rue François-Henry-d'Harcourt
- Place François-Jaumes
- Rue François-Joseph-Gossec
- Rue François-de-La-Grange
- Rue François-de-Malherbe
- Place François-Mansart
- Place François-Maynard
- Rue François-Mireur
- Rue François-Monville
- Rue François-d'Orbay
- Rue François-Périer
- Allée François-Raspail
- Allée François-Rouan
- Rue François-Truffaut
- Rue François-Villeneuve
- Rue Françoise
- Rue Françoise-Dolto
- Place Françoise-Héritier
- Allée Françoise-Rosay
- Rue Frédéric-Auguste-Bartholdi
- Rue Frédéric-Bazille
- Rue Frédéric-Fabrèges
- Rue Frédéric-Georges
- Avenue Frédéric-Mistral
- Rue Frédéric-Peyson
- Rue Frédéric-Pottecher
- Avenue Frédéric-Sabatier-d'Espeyran
- Rue de la Frégate
- Rue des Frênes
- Rue Frères-Allégret
- Passage des Frères-Bouillon
- Avenue des Frères-Buhler
- Allée des Frères-Grimm
- Rue des Frères-Lumière
- Rue Frères-Perret
- Rue des Frères-Platter
- Rue de Freyr
- Rue Frida-Kahlo
- Rue Frimaire
- Rue de la Friperie
- Rue Fructidor
- Rue des Fuchsias
- Rue des Fustiers

### G
- Rue des Gabares
- Rue Gabriel-Fauré
- Rue Gabriel-Luscan
- Place Gaby-Morlay
- Rue des Gagne-Petit
- Avenue de la Gaillarde
- Impasse du Gal
- Rue de Galata
- Rue Galatée
- Rue Galavielle
- Rue des Galaxies
- Rue de la Galéra
- Impasse Galilée
- Allée du Gamay
- Cours Gambetta
- Route de Ganges
- Rue des Gardians
- Allée de la Gardiole
- Impasse de la Garenne
- Rue de la Garenne
- Rue Gargantua
- Rue Garibaldi
- Rue Gariel
- Avenue des Garrats
- Rue des Garrigues
- Rue de Gascogne
- Rue Gaston-Bachelard
- Rue Gaston-Baissette
- Passage Gaston-Bonheur
- Rue Gaston-Defferre
- Impasse Gaston-Leroux
- Rue Gaucelin-de-la-Garde
- Rue Gay-Lussac
- Rue des Gélinottes
- Rue des Gémeaux
- Impasse Général-Bugeaud
- Rue du Général-Campredon
- Rue du Général-Chanzy
- Rue du Général-Claparède
- Rue Général-Lafon
- Rue Général-Mathieu-Dumas
- Rue Général-Maureilhan
- Rue Général-Maurin
- Rue Général-René
- Rue Général-Riu
- Rue Général-Vincent
- Rue de Gênes
- Rue des Genêts
- Rue de la Géode
- Allée George-Balanchine
- Rue Georges
- Rue Georges-Auric
- Rue Georges-Bizet
- Rue Georges-Braque
- Rue Georges-Brassens
- Rue Georges-Briquet
- Avenue Georges-Clemenceau
- Impasse Georges-Costes
- Allée Georges-Courteline
- Allée Georges-de-Cuevas
- Rue Georges-Cuvier
- Rue Georges-Denizot
- Place Georges-Frêche
- Rue Georges-Méliès
- Rue Georges-Onslow
- Allée Georges-Pitoëff
- Rue Georges-Privat
- Rue Georges-Séguy
- Rue des Géraniums
- Impasse Gérard-de-Nerval
- Impasse de la Gerbe
- Rue Gerhardt
- Rue Germain
- Allée Germain-Boffrand
- Rue Germaine-Richier
- Rue Germaine-de-Staël
- Avenue Germaine-Tillion
- Impasse Germinal
- Place du Gévaudan
- Rue Giacomo-Puccini
- Rue de Gignac
- Rue Gilles-Martinet
- Rue Gilodès
- Allée Giorgio-de-Chirico
- Impasse des Giroflées
- Rue de Girone
- Rue des Glaïeuls
- Rue Glaize
- Rue des Glycines
- Rue des Goélands
- Rue de la Goélette
- Allée Goscinny
- Rue Gouan
- Rue des Gours
- Route de Grabels
- Le Grand-Mail
- Chemin du Grand-Puits
- Rue du Grand-Saint-Jean
- Rue des Grandes-Terres
- Rue Granier
- Rue du Grau
- Impasse Grégoire
- Rue du Grenache
- Rue de la Grenade-Entr'ouverte
- Rue Greuze
- Impasse du Grézac
- Rue du Grézac
- Allée des Grèzes
- Impasse des Grèzes
- Rue des Grèzes
- Impasse Grimaud
- Rue des Grives
- Rue du Gros-Olivier
- Rue des Groseilliers
- Rue de la Grotte-des-Demoiselles
- Rue du Guesclin
- Rue Guglielmo-Marconi
- Avenue Guilhem-de-Poitiers
- Rue Guillaume-d'Autignac
- Rue Guillaume-Dupuytren
- Rue Guillaume-Janvier
- Rue Guillaume-de-Nogaret
- Rue Guillaume-Pellicier
- Rue Guillaume-de-Puylaurens
- Allée Guru
- Rue Gustave
- Rue Gustave-Courbet
- Rue Gustave-Eiffel
- Rue Gustave-Flaubert
- Cour Gutenberg
- Impasse Guy-de-Maupassant
- Allée Guy-de-Montpellier
- Allée Guy-Prodnik
- Rue Guy-et-Robert-Bourrier
- Rue Guynemer

### H
- Rue Haguenot
- Impasse du Hameau-des-Mésanges
- Impasse du Hameau-de-Montmaur
- Rue Haroun-Tazieff
- Allée Harry-Baur
- Rue Haute
- Allée des Hauts-de-Montpellier
- Rue Hébert
- Rue Hector-Berlioz
- Avenue de Heidelberg
- Rue Hélène-Boucher
- Impasse des Héliotropes
- Rue Henri
- Rue Henri-Barbusse
- Avenue Henri-Becquerel
- Rue Henri-Bergson
- Rue Henri-Dunant
- Allée Henri-Fermaud
- Avenue Henri-Frenay
- Rue Henri-Guinier
- Allée Henri-II-de-Montmorency
- Boulevard Henri-IV
- Place Henri-IV
- Impasse Henri-Labrouste
- Rue Henri-Lacordaire
- Rue Henri-Lagatu
- Rue Henri-Le-Sidaner
- Avenue Henri-Marès
- Rue Henri-Maspero
- Rue Henri-Noguères
- Cour Henri-Poincaré
- Square Henri-de-Régnier
- Rue Henri-René
- Rue Henri-Sellier
- Rue de l'Herbe-d'Amour
- Rue de l'Herbe-Figuière
- Rue de l'Herberie
- Allée Hergé
- Passage Hermès
- Rue des Hermines
- Chemin de l'Hermitage
- Rue des Hérons
- Place Hersilie
- Rue des Hibiscus
- Rue Hilaire-Ricard
- Rue Hippolyte
- Rue Hippolyte-Fizeau
- Rue Hippolyte-Rech
- Rue de l'Hirondelle
- Place Hoche
- Rue des Horaces
- Passage de l'Horloge
- Rue des Hortensias
- Rue de l'Hortus
- Rue des Hospices
- Rue de l'Hôtel-de-Ville
- Rue Hubertine-Auclert
- Allée Hugues-Panassié
- Place du Huit-Mai-1945

### I
- Rue des Ibis
- Rue Icard
- Rue Ignace-Pleyel
- Place des Îles-Marquises
- Rue des Îles-Tonga
- Rue des Impressionnistes
- Passage de l'Imprimerie
- Rue de l'Imprimerie
- Rue de l'Industrie
- Rue de l'Infernet
- Rue Irène-Joliot-Curie
- Rue des Iris
- Allée de l'Irlande
- Rue Isaac-Azimov
- Rue Isabelle-Eberhardt
- Rue Isidore-Girard
- Place d'Italie

### J
- Rue des Jacinthes
- Rue Jacquard
- Rue Jacqueline-Maillan
- Impasse Jacques-Ange-Gabriel
- Place Jacques-Anquetil
- Rue Jacques-d'Aragon
- Rue Jacques-Becker
- Rue Jacques-Boé-dit-Jasmin
- Rue Jacques-Bounin
- Rue Jacques-Brel
- Rue Jacques-Brives
- Avenue Jacques-Cartier
- Rue Jacques-Cœur
- Impasse Jacques-Daguerre
- Rue Jacques-Dalcroze
- Rue Jacques-Derrida
- Rue Jacques-Draparnaud
- Rue Jacques-Espérandieu
- Boulevard Jacques-Fabre-de-Morlhon
- Rue Jacques-Fouroux
- Allée Jacques-Halévy
- Rue Jacques-Ibert
- Rue Jacques-Lafont
- Rue Jacques-Louis-David
- Place Jacques-Mirouze
- Impasse Jacques-de-Molay
- Rue Jacques-Monod
- Rue Jacques-Prévert
- Rue Jacques-Tati
- Cour Jacques-Thibaud
- Impasse Jacques-de-Vaucanson
- Rue de la Jalade
- Allée James-Anderson
- Rue du Jardin-Durand
- Place du Jardin-de-l'Infante
- Rue du Jardin-Martel
- Rue du Jardin-de-la-Reine
- Rue du Jardin-des-Violettes
- Rue des Jardins-d'Alkinoos
- Allée des Jardins-de-l'Aqueduc
- Impasse des Jardins-d'Eden
- Rue des Jardins-Omeyades
- Allée des Jardins-de-Phyllis
- Rue des Jasmins
- Rue de la Jasse-de-Maurin
- Impasse du Jasset
- Rue Jaufre-Rudel
- Rue de Jausserand
- Allée Jay-Dee
- Rue Jean
- Allée Jean-Anouilh
- Place Jean-Antoine-de-Baïf
- Place Jean-Antoine-Chaptal
- Place Jean-Antoine-Houdon
- Allée Jean-Baptiste-Lamarck
- Rue Jean-Baptiste-Laquintinie
- Impasse Jean-Baptiste-Lully
- Rue Jean-Baptiste-Poquelin-dit-Molière
- Place Jean-Baumel-Plan-des-4-Seigneurs
- Allée Jean-de-Beins
- Place Jean-Bène
- Rue Jean-Bimar
- Impasse Jean-Bruller-dit-Vercors
- Rue Jean-Brunet
- Rue Jean-Carmet
- Rue Jean-Cavaillès
- Rue Jean-Cavalier
- Rue Jean-Claude-Forestier
- Passage Jean-Cocteau
- Rue Jean-Coll-de-Carrera
- Rue Jean-Coulazou
- Place Jean-Dorat
- Rue Jean-Ferrat
- Rue Jean-François-Breton
- Rue Jean-François-Champollion
- Allée Jean-François-Lesueur
- Rue Jean-Froissart
- Rue Jean-Giono
- Rue Jean-Giroux
- Impasse Jean-Grandel
- Rue Jean-Grandel
- Rue Jean-Grémillon
- Rue Jean-Jacques-Rousseau
- Place Jean-Jaurès
- Rue Jean-Joseph-Laborde
- Allée Jean-de-Lattre-de-Tassigny
- Rue Jean-Louis-Barrault
- Allée Jean-Marie-Tjibaou
- Avenue Jean-Mermoz
- Allée Jean-Miquel
- Rue Jean-Mirailhet
- Square Jean-Monnet
- Rue Jean-de-Montlaur
- Place Jean-Moréas
- Square Jean-el-Mouhoub-Amrouche
- Rue Jean-Paul-Sartre
- Quai Jean-Péridier
- Rue Jean-Perrin
- Rue Jean-Philippe-Rameau
- Allée Jean-Piaget
- Rue Jean-Pierre-Barillet-Deschamps
- Rue Jean-Pierre-Biscay
- Allée Jean-Poiret
- Avenue Jean-Prat
- Rue Jean-Raimond-de-Comminges
- Allée Jean-Rostand
- Rue Jean-Segondy
- Rue Jean-Thuile
- Rue Jean-Vachet
- Rue Jean-Vilar
- Cour Jean-Zay
- Rue Jeanne-d'Arc
- Allée Jeanne-Baret
- Rue Jeanne-Bohec
- Allée Jeanne-Bourgeois-dite-Mistinguett
- Rue Jeanne-de-Charrin
- Rue Jeanne-Demessieux
- Impasse Jeanne-Dieulafoy
- Impasse Jeanne-Galzy
- Rue Jeanne-Garnerin
- Rue Jeanne-Jugan
- Allée Jehan-Rictus
- Allée de Jérusalem
- Place de Jérusalem
- Rue du Jeu-de-l'Arc
- Impasse du Jeu-de-Ballon
- Rue du Jeu-de-Ballon
- Rue du Jeu-de-Boules
- Rue du Jeu-de-Mail-des-Abbés
- Boulevard du Jeu-de-Paume
- Rue de la Jeune-Parque
- Rue Joachim-du-Bellay
- Rue Joachim-Colbert
- Avenue Joan-Miro
- Rue Joe-Dassin
- Rue Joffre
- Impasse Johannes-Kepler
- Allée John-Napier
- Impasse Joinville
- Impasse des Joncs
- Impasse Jonquet
- Rue des Jonquilles
- Rue José-Maria-de-Heredia
- Rue José-de-Ribera
- Impasse Joseph-Berthelé
- Allée Joseph-Bonnier-de-la-Mosson
- Rue Joseph-Cambon
- Rue Joseph-Cugnot
- Rue Joseph-Delteil
- Impasse Joseph-Fulcrand
- Rue Joseph-Guerre
- Rue Joseph-Kessel
- Rue Joseph-Roumanille
- Rue Joseph-Sébastien-Pons
- Rue Joseph-Vianey
- Impasse Joseph-Vidal
- Rue Joseph-Vidal
- Rue Joséphine-Baker
- Rue Joubert
- Impasse des Jougtiers
- Rue Judith-Restnick
- Rue Jugurtha
- Impasse des Jujubiers
- Rue Jules-Ferry
- Rue Jules-Grévy
- Impasse Jules-Guesde
- Rue Jules-Guesde
- Cour Jules-Hardouin
- Rue Jules-Isaac
- Rue Jules-Latreilhe
- Impasse Jules-Massenet
- Rue Jules-Mazarin
- Allée Jules-Milhau
- Place Jules-Vallès
- Impasse Jules-Verne
- Rue Julien-Carette
- Allée Juliette-Drouet
- Allée Jullian
- Place Junot
- Square Jupiter
- Impasse du Jusant
- Rue des Justes-parmi-les-Nations
- Avenue de la Justice-de-Castelnau
- Pont Juvénal

### K
- Impasse des Kakis
- Rue Karl-Liebknecht
- Place Kellermann
- Place Kid-Ory
- Allée Kléber

### L
- Rue la-Blottière
- Impasse la-Fagette
- Impasse La-Fondue
- Rue de La-Haye
- Rue Labbé
- Rue Lacaze-Duthiers
- Rue Lacombe
- Rue Lady-Ada-Lovelace
- Rue Laetitia
- Allée Lafayette
- Rue Lafeuillade
- Quai Laffite
- Rue Laffite
- Rue de la Laïcité
- Rue Lakanal
- Rue Lallemand
- Rue Lamartine
- Plan Lamennais
- Rue Lancelot-Brown
- Rue du Languedoc
- Place Lannes
- Rue du Lantissargues
- Place du Laos
- Rue Lapeyronie
- Allée du Larzac
- Impasse de Las-Sorbes
- Rue de Las-Sorbes
- Place de Lascaux
- Rue du Latium
- Avenue du Lauragais
- Quai Laurens
- Impasse Laurent
- Rue Laurent-Chabry
- Rue Laurent-François
- Rue Laurent-Mourguet
- Rue des Lauriers-Roses
- Rue de Lausanne
- Rue de la Lavande
- Rue du Lavandin
- Route de Lavérune
- Rue Lavoisier
- Passage Lazare-Ponticelli
- Rue Lazare-Ponticelli
- Rue Le-Caravage
- Plan Le-Corbusier
- Rue Le-Greco
- Rue Le-Pérugin
- Henri Le-Sidaner
- Rue Le-Tintoret
- Rue Le-Titien
- Square Le-Trident
- Impasse Leboux
- Rue Leconte-de-Lisle
- Boulevard Ledru-Rollin
- Rue Legendre-Hérail
- Rue Lejzer-Zamenhof
- Rue des Lentisques
- Rue Léon-Blum
- Allée Léon-Foucault
- Avenue Léon-Jouhaux
- Rue Léon-Marès
- Rue Léon-Trotski
- Rue Léonard-de-Vinci
- Allée Léonie-Bras
- Allée Léonor-Fini
- Avenue Lepic
- Rue de Lérida
- Impasse du Levant
- Rue Levat
- Rue de Leyde
- Rue des Libellules
- Cour Libéral-Bruant
- Avenue de la Liberté
- Rue de Liège
- Rue du Lierre
- Place des Lilas
- Rue Lino-Ventura
- Impasse Lionnet
- Rue de Lipari
- Rue Liron
- Impasse de la Lironde
- Rue de la Lironde
- Place de Lisbonne
- Rue des Liserons
- Rue du Littoral
- Rue du Llobregat
- Avenue de Lodève
- Route de Lodève
- Rue de la Loge
- Passage Lonjon
- Rue des Loriots
- Rue de Lorraine
- Rue Lou-Tarido
- Cour Lou-Terral
- Impasse Lou-Trapet
- Place Louis-d'Anjou
- Rue Louis-Aragon
- Impasse Louis-Armstrong
- Rue Louis-Bertrand
- Boulevard Louis-Blanc
- Rue Louis-Braille
- Rue Louis-Capitan
- Impasse Louis-Charles-Eymar
- Rue Louis-Daubenton
- Rue Louis-Dulieu
- Impasse Louis-Durey
- Rue Louis-Emberger
- Impasse Louis-Faidherbe
- Impasse Louis-Ferdinand-Hérold
- Rue Louis-Figuier
- Impasse Louis-Fourestier
- Rue Louis-Frédéric-Rouquette
- Rue Louis-Gaston-de-Ségur
- Rue Louis-Girardin
- Rue Louis-Irissou
- Plan Louis-Jouvet
- Allée Louis-Lachenal
- Rue Louis-Lépine
- Place Louis-et-Marie-Trégaro
- Impasse Louis-Marrès
- Rue Louis-Martin-Berthoud
- Rue Louis-Pergaud
- Rue Louis-Roumieux
- Rue Louis-Roussel
- Quai Louis-le-Vau
- Rue Louise-Guiraud
- Rue Louise-Michel
- Avenue de Louisville
- Rue des Loutres
- Rue de Louvain
- Rue de Louvois
- Rue Loys
- Allée du Luberon
- Allée Lucie-Février-Pascal
- Impasse des Lucques
- Rue Luis-Barragan
- Rue Lunaret
- Place du Lycabette
- Rue du Lyciet
- Rue Lydie-Bénichou
- Rue de la Lyre
- Place des Lys

### M
- Impasse Mac-Gaffey
- Rue des Macreuses
- Plan Madame-Merle
- Rue Madame-Merle
- Rue de la Madeleine
- Rue Madeleine-Renaud
- Rue Madeleine-de-Scudéry
- Rue Madières
- Place Magellan
- Rue Magnol
- Allée des Magnolias
- Rue de Maguelone
- Impasse Maillac
- Rue Maillart
- Allée Maître-Géraud
- Avenue du Major-Flandre
- Rue de Majorque
- Cour Malbosc
- Rue de Malbosc
- Rue Mama-Ouattara
- Rue de la Manade
- Rue des Manguiers
- Allée Manitas-de-Plata
- Impasse Manon-Lescaut
- Rue Marat
- Rue Marc
- Rue Marc-Rigal
- Impasse Marc-Sangnier
- Rue Marceau
- Allée Marcel-Achard
- Rue Marcel-Arnoye
- Impasse Marcel-Cayrol
- Place Marcel-Godechot
- Place Marcel-Légaut
- Rue Marcel-Pagnol
- Rue Marcel-Paul
- Rue Marcel-Rajman
- Rue Marcel-de-Serres
- Rue Marcellin-Albert
- Rue du Marché-aux-Bestiaux
- Place du Marché-aux-Fleurs
- Avenue du Marché-Gare
- Rue Maréchal-Gallieni
- Avenue du Maréchal-Leclerc
- Rue Maréchal-Lyautey
- Rue de la Maréchaussée
- Rue des Marels
- Rue Mareschal
- Rue Marguerite
- Place Marguerite-Bouet
- Allée Marguerite-Duras
- Allée Marguerite-Givernis
- Plan Marguerite-Yourcenar
- Rue María-Blanchard
- Rue Maria-Casarès
- Impasse Maria-Montessori
- Rue Marie-Caizergues
- Rue Marie-Durand
- Rue Marie-Jeanne-Langlois
- Allée Marie-Laurencin
- Rue Marie-Marvingt
- Avenue Marie-de-Montpellier
- Rue Marie-Muller
- Allée Marie-Reynès-Monlaur
- Allée Marie-Sagnier
- Rue Marie-de-Sévigné
- Allée de Marignan
- Rue Marioge
- Rue Marius-Carrieu
- Rue Marius-Petipa
- Impasse de la Marjolaine
- Impasse des Marmousets
- Rue de la Marquerose
- Impasse des Marrescals
- Rue des Marronniers
- Rue de Mars
- Rue de Marseille
- Allée de la Martelle
- Rue Martin-Choisy
- Rue Martin-Luther-King
- Allée Martine-Carol
- Rue des Martinets
- Rue des Martins-Pêcheurs
- Rue des Martres
- Place des Martyrs-de-la-Résistance
- Rue Maryam-Mirzakhani
- Rue Maryse-Bastié
- Avenue du Mas-Argelliers
- Impasse du Mas-Argelliers
- Place du Mas-d'Azil
- Rue du Mas-de-Barlet
- Rue du Mas-de-Bringaud
- Rue du Mas-de-Brousse
- Rue du Mas-de-Calage
- Rue du Mas-de-Calenda
- Rue du Mas-de-Carbonnier
- Rue du Mas-de-Caze
- Lotissement Mas-Clos
- Rue du Mas-de-l'Entarayre
- Rue du Mas-de-Jaumes
- Rue du Mas-de-Lemasson
- Rue du Mas-de-Merle
- Rue du Mas-de-Miécamp
- Rue du Mas-de-Nègre
- Rue du Mas-Nouguier
- Rue du Mas-de-l'Olivier
- Rue du Mas-de-Perrette
- Rue du Mas-de-Portaly
- Rue du Mas-de-Prunet
- Rue du Mas-René
- Rue des Mas-de-Richemont
- Rue du Mas-Rouge
- Rue du Mas-Saint-Genès
- Impasse du Mas-Saint-Pierre
- Rue du Mas-Saint-Pierre
- Rue du Mas-de-Verchant
- Rue du Mas-de-Villaret
- Allée de la Massane
- Rue Massane
- Avenue Masséna
- Rue Massilian
- Rue Mathias-de-Lobel
- Rue Mathieu-Laurens
- Rue Maurice-Béjart
- Rue Maurice-Biraud
- Allée Maurice-Bonafos
- Rue Maurice-Chauvet
- Impasse Maurice-Chevalier
- Impasse Maurice-Justin
- Rue Maurice-et-Katia-Krafft
- Rue Maurice-Le-Boucher
- Avenue Maurice-Planès
- Rue Maurice-Ravel
- Rue Maurice-Ronet
- Avenue de Maurin
- Rue Maury
- Allée Max-Ernst
- Rue Max-Mousseron
- Place Max-Rouquette
- Rue du Mazet
- Rue de la Méditerranée
- Rue des Mégissiers
- Rue Mehdi-Ben-Barka
- Rue de la Méjanelle
- Rue des Mélèzes
- Parvis Melvin-Jones
- Route de Mende
- Rue de la Merci
- Allée Mercure
- Rue de Méric
- Impasse du Merle-Blanc
- Chemin des Merlets
- Allée du Merlot
- Rue de la Mésange
- Rue Messidor
- Cour Messier
- Rue de Messine
- Rue de la Métairie-de-l'Oiseau
- Rue de la Métairie-de-Saysset
- Rue de Metz
- Rue Meyrueis
- Rue Michel-Ange
- Rue Michel-Chasles
- Rue Michel-Colucci-dit-Coluche
- Rue Michel-Crépeau
- Rue Michel-Henry
- Rue Michel-de-l'Hospital
- Allée Michel-Serrault
- Allée Michel-Soulas
- Rue Michel-Teule
- Rue Michel-Trocmé
- Rue Michel-Vernière
- Rue Michelet
- Place du Midi
- Rue del Miejour
- Place du Millénaire
- Impasse des Millepertuis
- Place Mimi-Azais
- Impasse des Mimosas
- Place du Minervois
- Rue Mion-Saint-Michel
- Cour Mirabeau
- Allée des Missions
- Rue de la Mogère
- Rue Mohammed-V
- Rue des Moineaux
- Rue de Moissac
- Place Molière
- Avenue du Mondial-98
- Avenue du Mondial-de-Rugby-2007
- Rue Monge
- Cour de la Monnaie
- Rue de la Monnaie
- Avenue de Monsieur-Teste
- Allée du Mont-Cassin
- Allée du Mont-Chauve
- Impasse de la Montagnette
- Rue de Montasinos
- Rue Montcalm
- Rue du Monte-Cinto
- Rue Monteil
- Rue de Montels-Église
- Rue Montels-Saint-Pierre
- Rue Montesquieu
- Impasse Montferrier
- Rue Montgolfier
- Rue de Montjuich
- Rue Montpelliéret
- Rue de Montréal
- Place de Montserrat
- Rue Moquin-Tandon
- Allée de la Mosson
- Espace Mosson
- Rue des Mouettes
- Chemin de Moularès
- Rue du Moulin-de-Gasconnet
- Rue du Moulin-de-Salicate
- Rue du Moulin-de-Sémalen
- Rue du Moulin-des-Sept-Cans
- Impasse de la Mouline
- Avenue des Moulins
- Impasse des Moulins
- Rue Mouloudji
- Rue de la Mounéda
- Boulevard Mounié
- Rue de Mourèze
- Impasse des Mourons
- Allée du Mourvèdre
- Impasse Mozart
- Rue du Muguet
- Impasse des Multipliants
- Rue des Multipliants
- Rue Murat
- Allée des Mûriers
- Rue des Mûriers
- Square Murillo
- Rue des Musardises
- Impasse du Muscadet
- Rue du Muscadet
- Rue des Muscaris
- Allée du Muscat
- Esplanade de la Musique
- Allée de Mycènes
- Rue des Myosotis
- Rue des Myrtes
- Impasse des Myrtilles

### N
- Impasse Nadar
- Avenue de Naples
- Rue de la Narbonnaise
- Rue des Narcisses
- Place Nathalie-Sarraute
- Rue de Navacelles
- Rue de Nazareth
- Rue des Nébuleuses
- Rue des Néfliers
- Rue Nelson-Mandela
- Square Neptune
- Impasse des Neuf
- Allée de Neuville
- Cour Newton
- Rue Ney
- Impasse Nicéphore-Niépce
- Cour Nicolas-Appert
- Rue Nicolas-Chédeville
- Rue Nicolas-Copernic
- Rue Nicolas-Tesla
- Allée Niels-Bohr
- Place Niki-de-Saint-Phalle
- Avenue de Nîmes
- Passage Nina-Ricci
- Avenue Nina-Simone
- Rue Nissole
- Rue des Nivéoles
- Rue Nivôse
- Rue Noël-et-André-Aversenq
- Place du Nombre-d'Or
- Rue Norbert-Casteret
- Rue du Nord
- Place Notre-Dame
- Rue Notre-Dame-d'Espérance
- Allée du Nouveau-Monde
- Rue Nouvelle
- Rue Nozeran
- Rue de la Nuit-du-4-Août-1789

### O
- Allée de l'Oasis
- Rond-point de l'Oasis
- Rue de l'Oasis
- Rue d'Obilion
- Rue d'Obsen
- Boulevard de l'Observatoire
- Avenue d'Occitanie
- Rue Octavien-Bringuier
- Rue d'Odin
- Rue des Œillets
- Allée de l'Oisans
- Impasse des Oiseaux-Bleus
- Impasse des Oiseleurs
- Plan-de-l'Olivier
- Impasse des Oliviers
- Rue Olof-Palme
- Plan de l'Om
- Passage des Ombrettes
- Rue de l'Onyx
- Rue de l'Opale
- Rue d'Oran
- Impasse de l'Orangerie
- Rue des Orangers
- Rue des Orchidées
- Boulevard d'Orient
- Rue de l'Origan
- Cour Orion
- Rue des Ormeaux
- Rue Orphée
- Parvis Oscar-Niemeyer
- Rue des Oulettes
- Rue d'Oxford

### P
- Rue Pablo-Casals
- Place Pablo-Picasso
- Rue de Padirac
- Rue Pagès
- Rue Pagézy
- Rue de la Paille
- Rue Paladilhe
- Rue du Palais-d'Été
- Rue du Palais-des-Guilhem
- Avenue de Palavas
- Rue de la Palissade
- Quai du Palladium
- Rue des Palmiers
- Rue des Palombes
- Impasse des Pampres
- Impasse des Papillons
- Rue des Papyrus
- Rue des Pâquerettes
- Rue de la Paquière
- Rue des Paradisiers
- Impasse Paran
- Impasse des Parasols
- Allée du Parc-Tastavin
- Impasse des Parfums
- Allée de Paris
- Rue Parlier
- Place du Parnasse
- Rue de la Part-Antique
- Rue du Pas-du-Loup
- Rue Pascal-Rose
- Impasse du Passage-Soixante-Quinze
- Rue des Passereaux
- Allée des Passerines
- Rue des Passerines
- Rue des Passiflores
- Impasse des Pastels
- Place des Pastels
- Boulevard Pasteur
- Rue Pasteur
- Rue du Pasteur-Jean-Cadier
- Rue Patrice-Lumumba
- Avenue Patrick-Geddes
- Rue Patrick-Saussois
- Place des Patriotes
- Rue Paul-Baron
- Place Paul-Bec
- Allée Paul-Boulet
- Avenue Paul-Bringuier
- Rue Paul-Brousse
- Rue Paul-Chassary
- Rue Paul-Choulot
- Allée Paul-Coste-Floret
- Rue Paul-Dukas
- Rue Paul-Éluard
- Allée Paul-Génelot
- Rue Paul-Giera
- Rue Paul-Lacroix
- Rue Paul-Langevin
- Rue Paul-Marres
- Rue Paul-Martin
- Rue Paul-Rimbaud
- Rue Paul-Riquet
- Rue Paul-de-Rouville
- Boulevard Paul-Valéry
- Rue Paul-Verlaine
- Place Paul-Vigné-d'Octon
- Rue Pauline-Carton
- Rue Pauline-Ramart
- Rue du Pavillon
- Rue des Payroliers
- Allée du Pays-d'Oc
- Rue des Pébriers
- Place de Pédralbès
- Boulevard Pedro-de-Luna
- Rue des Pélicans
- Rue de la Pelleterie
- Boulevard Pénélope
- Rue de la Péniche
- Rue des Pensées
- Rue de la Pépinière
- Rue des Perce-Neige
- Rue des Perdigals
- Chemin de la Perdigayère
- Rue du Père-Bonnet
- Rue du Père-Cyprien-Rome
- Rue du Père-Fabre
- Rue Père-Jourdan
- Place du Père-Louis
- Rue Père-Pierre-Blanc
- Avenue du Père-Prévost
- Place du Père-Régis
- Avenue du Père-Soulas
- Allée Père-Wresinski
- Impasse des Pères-Pèlerins
- Impasse Perier
- Boulevard de la Perruque
- Impasse Pertrach
- Rue des Pertuisanes
- Rue des Pervenches
- Rue des Pétètes
- Avenue du Petit-Bard
- Rue du Petit-Bois
- Rue du Petit-Clos
- Impasse du Petit-Houx
- Cour du Petit-Parc
- Rue du Petit-Paris
- Rue du Petit-Saint-Jean
- Place du Petit-Scel
- Rue du Petit-Scel
- Rue du Petit-Séminaire
- Avenue du Petit-Train
- Rue du Petit-Verger
- Impasse de la Petite-Corraterie
- Place de la Petite-France
- Rue de la Petite-Loge
- Place Pétrarque
- Rue des Pétunias
- Rue des Peupliers
- Rue des Peyriers
- Promenade du Peyrou
- Rue Philippe-Castan
- Impasse Philippe-de-Champaigne
- Rue Philippe-Noiret
- Rue Philippy
- Rue des Piboules
- Allée du Pic-Cassini
- Allée du Pic-de-Nore
- Avenue du Pic-Saint-Loup
- Impasse des Picholines
- Allée du Picpoul
- Avenue Pierre-d'Adhémar
- Rue Pierre-Antonini
- Rue Pierre-d'Auvergne
- Allée Pierre-Blanchet
- Rue Pierre-Boissier
- Rue Pierre-Bon
- Cour Pierre-Boniface
- Rue Pierre-Bouyeron
- Allée Pierre-Brasseur
- Allée Pierre-Carabasse
- Rue Pierre-Cardenal
- Rue Pierre-Causse
- Rue Pierre-Cochereau
- Impasse Pierre-Collondre
- Rue Pierre-Corneille
- Allée Pierre-Dac
- Rue Pierre-Favier
- Rue Pierre-Fermaud
- Place Pierre-Flotte
- Rue Pierre-Flourens
- Rue Pierre-Galen
- Rue Pierre-Gilles-de-Gennes
- Impasse Pierre-Ichac
- Rue Pierre-Laporte-dit-Roland
- Rue Pierre-Larousse
- Cour Pierre-Le-Muet
- Allée Pierre-Lescot
- Rue Pierre-Nicolas
- Rue Pierre-Pansier
- Place Pierre-Renaudel
- Impasse Pierre-Rieusset
- Impasse Pierre-de-Rosette
- Impasse de la Pierre-Rouge
- Rue de la Pierre-Saint-Martin
- Impasse Pierre-Souvestre
- Rue Pierre-de-Vernols
- Place Pierre-Viala
- Place Pierre-Waldeck-Rousseau
- Rue du Pila-Saint-Gély
- Rue du Pilory
- Rue Pina-Bausch
- Rue des Pins
- Rue des Pinsons
- Rue de Pinville
- Le Pioch
- Rue du Pioch-de-Boutonnet
- Impasse du Pioch-de-Labat
- Rue du Piquepoult
- Avenue du Pirée
- Rue de la Piscine
- Rue du Pistolet
- Rue Pitot
- Rue des Piverts
- Rue des Pivoines
- Rue Placentin
- Rue de Plagne
- Impasse Plaisance
- Rue du Plan-d'Agde
- Rue du Plan-d'Encombes
- Rue du Plan-de-l'Olivier
- Rue du Plan-du-Palais
- Rue du Plan-du-Parc
- Rue des Planètes
- Rue Plantade
- Rue des Platanes
- Rue du Plateau-des-Violettes
- Allée Platon
- Rue de la Plauchude
- Place de la Pléiade
- Place de Poblet
- Rue de la Poésie
- Rue du Poids-du-Roi
- Impasse du Point-du-Jour
- Impasse de la Pointe-Vigne
- Rue des Poiriers
- Rue Poitevine
- Rue de la Pomarède
- Rue Pomier-Layrargues
- Rue de Pommessargues
- Rue des Pommettes
- Rue des Pommiers
- Avenue de la Pompignane
- Allée de Pont-Aven
- Rue du Pont-de-Castelnau
- Avenue du Pont-Juvénal
- Rue du Pont-de-Lattes
- Rue du Pont-de-Lavérune
- Avenue du Pont-Trinquat
- Rue du Port-Sarrazin
- Rue de Port-Vendres
- Rue de la Portalière-des-Masques
- Rue de Porto
- Rue des Posandiers
- Rue Poséidon
- Rue Pouget
- Cour Poulbot
- Rue des Pourpiers
- Rue du Pous-de-las-Sers
- Chemin de Poutingon
- Rue Pradel
- Rue des Pradiers
- Rue Prairial
- Rue Pralon
- Rue du Pré-aux-Clercs
- Rue de la Préfecture
- Rue de la Première-Écluse
- Avenue des Prés-d'Arènes
- Avenue Président-Pierre-Mendès-France
- Rue du Pressoir
- Rue des Prévôts
- Rue des Primevères
- Rue du Printemps
- Rue du Professeur-André-Joubin
- Rue du Professeur-Antonin-Balmès
- Rue du Professeur-Blayac
- Rue du Professeur-Delage
- Avenue du Professeur-Émile-Jeanbrau
- Avenue du Professeur-Étienne-Antonelli
- Rue du Professeur-Forgue
- Avenue du Professeur-Grasset
- Rue du Professeur-Harant
- Rue Professeur-Henri-Roseau
- Rue Professeur-Henri-Serre
- Rue du Professeur-Jean-Granier
- Avenue Professeur-Jean-Louis-Viala
- Rue du Professeur-Joseph-Anglada
- Rue du Professeur-Lombard
- Avenue du Professeur-Louis-Ravas
- Avenue du Professeur-Louis-Ravaz
- Impasse du Professeur-Louis-Thomas
- Rue du Professeur-Louis-Thomas
- Boulevard Professeur-Louis-Vialleton
- Rue Professeur-Paul-Lamarque
- Rue Professeur-Phung
- Rue du Professeur-Sarda
- Rue du Professeur-Tédenat
- Rue Professeurs-Truc
- Rue du Progrès
- Rue Prométhée
- Rue Prosper-Lissagaray
- Place Prosper-Montagné
- Rue Proudhon
- Rue de Provence
- Impasse de la Providence
- Rue de la Providence
- Cour des Provinces
- Place des Pruneliers
- Avenue du Puech-de-Massane
- Rue de Puech-Villa
- Rue du Puits-des-Esquilles
- Rue du Puits-du-Palais
- Rue du Puits-du-Temple

### Q
- Rue des Quatre-Seigneurs
- Rue des Quatre-Vents
- Rue du 81e-Régiment-d'Infanterie
- Place du Québec
- Rue Quentin-de-La-Tour
- Allée du Queyras

### R
- Boulevard Rabelais
- Rue Racine
- Rue de la Raffinerie
- Rue de Raguse
- Avenue Raimbaud-d'Orange
- Rue Raimon-de-Trencavel
- Rue Raimu
- Cour du Raisin
- Rue Rambaud
- Rue Ramel
- Rue Ramon-Lull
- Rue Ranc
- Rue Ranchin
- Rue Raoul
- Rue Raoul-Dufy
- Rue Raoul-Follereau
- Rue Raoux
- Place Raphaël
- Impasse de Ratte
- Rue de Ratte
- Rue de la Rauze
- Rue de la Rauze-Basse
- Rue Ray-Charles
- Allée Raymond-Bussières
- Rue Raymond-Campourcy
- Avenue Raymond-Dugrand
- Rue Raymond-Recouly
- Impasse Raymonde-de-la-Roche
- Rue des Razeteurs
- Rue Rebuffy
- Rue des Recatous
- Rue du Refuge
- Avenue de la Réglisse
- Avenue de la Reine-Hélène-d'Italie
- Rue Rémy-Belleau
- Rue Renaud-de-Villeneuve
- Rue René-Cassin
- Rue René-Clair
- Allée René-Descartes
- Rue René-Etiemble
- Rue René-Grousset
- Rue René-Laënnec
- Rue des Renoncules
- Boulevard Renouvier
- Rue de la République
- Impasse du Réséda
- Chemin du Réservoir-de-Montmaur
- Rue de la Restanque
- Rue de Rethel
- Rue des Rêves
- Place de la Révolution-Française
- Rue Rey
- Rue Reynès
- Rue Rhéa
- Rue Rhin-et-Danube
- Rue de Rhodes
- Rue Ribot
- Rue Richelieu
- Impasse Richer-de-Belleval
- Rue Richer-de-Belleval
- Impasse Richter
- Rue des Rièges
- Rue Rigaud
- Rue de Ripoll
- Cour del Riu
- Rue des Rivettes
- Rue Robert-Capa
- Cour Robert-de-Cotte
- Rue Robert-Desnos
- Rue Robert-Fabre
- Rue Robert-Koch
- Cour Roberval
- Rue Robespierre
- Impasse des Robiniers
- Impasse du Roc-Blanc
- Rue du Roc-de-Pézenas
- Rue de la Rochelle
- Rue des Roches-Rouges
- Avenue Roger-Couderc
- Place Roger-Salengro
- Rue Rogier-de-Mirepoix
- Cour du Roi-Sanche
- Rue des Roitelets
- Impasse Roland-Dorgelès
- Rue Roland-Petit
- Place Romain-Rolland
- Rue du Romarin
- Avenue de Rome
- Rue Romy-Schneider
- Place Rondelet
- Rue Rondelet
- Rue Ronsard
- Rue de la Roqueturière
- Rue Rosa-Luxemburg
- Rue des Roses
- Impasse des Roses-Trémières
- Place Rosette
- Rue Rosset
- Rue des Rossignols
- Rue Rossini
- Rue de la Roubine-de-Lattes
- Rue Roucher
- Rue Roudil
- Place du Rouergue
- Rue des Rouges-Gorges
- Rue Rouget-de-Lisle
- Rue du Roussillon
- Allée Rubens
- Place Rudolf-Brazda
- Rue Rudolf-Noureev
- Grand Rue-Jean-Moulin
- Allée Rutebeuf
- Rue Ruth-Bader-Ginsburg
- Allée des Ruthènes

### S
- Rue Sabine-et-Miron-Zlatin
- Allée Sacha-Guitry
- Rue du Sagittaire
- Rue Saint-Alexis
- Avenue Saint-André-de-Novigens
- Rue Saint-Antoine
- Rue Saint-Barthélemy
- Rue Saint-Blaise
- Avenue Saint-Charles
- Rue Saint-Claude
- Avenue Saint-Clément
- Impasse Saint-Cléophas
- Rue Saint-Cléophas
- Impasse Saint-Côme
- Place Saint-Côme
- Rue Saint-Côme
- Rue Saint-Denis
- Rue Saint-Étienne
- Rue Saint-Firmin
- Rue Saint-Gilles
- Rue Saint-Guilhem
- Rue de Saint-Hilaire
- Rue Saint-Honoré
- Rue Saint-Hubert
- Rue Saint-Jacques
- Place Saint-John-Perse
- Impasse Saint-Joseph
- Rue Saint-Just
- Avenue de Saint-Lazare
- Rue Saint-Léon
- Rue Saint-Louis
- Impasse Saint-Martial
- Avenue de Saint-Maur
- Avenue Saint-Maurice-de-Sauret
- Impasse Saint-Paul
- Rue Saint-Paul
- Rue Saint-Pierre
- Rue Saint-Pierre-de-Trivisy
- Rue Saint-Priest
- Place Saint-Ravy
- Rue Saint-Ravy
- Place Saint-Roch
- Impasse Saint-Sauveur
- Rue du Saint-Sépulcre
- Place Saint-Simon
- Rue Saint-Vincent-de-Paul
- Rue Sainte-Anne
- Rue Sainte-Barbe
- Allée de la Sainte-Baume
- Rue Sainte-Catherine
- Rue Sainte-Croix
- Rue Sainte-Geneviève
- Rue Sainte-Lucie
- Rue Sainte-Monique
- Rue Sainte-Sara
- Rue Sainte-Ursule
- Rue Sainte-Véronique
- Rue du Salagou
- Rue de Salaison
- Rue de Salamanque
- Rue des Salanganes
- Rue de Salerne
- Rue des Salins
- Rue de la Salle-l'Évêque
- Allée Salomon-de-Brosse
- Rue Salvador-Dali
- Avenue Samuel-Champlain
- Rue Samuel-Morse
- Rue des Santolines
- Rue du Saphir
- Rue de Saragosse
- Rue des Sarcelles
- Rue de Sardaigne
- Rue de la Sardane
- Rue des Sarments
- Boulevard Sarrail
- Rue de la Sarriette
- Square Saturne
- Rue des Sauges
- Rue de la Saurine
- Quai de Sauvage
- Allée du Sauvignon
- Rue de la Sauzède
- Rue de Savoie
- Rue Savorgnan-de-Brazza
- Rue du Saxifrage
- Rue des Scabieuses
- Rue des Scarabées
- Rue Schubert
- Place Sean-Mac-Bride
- Rue Sébastien-Bourdon
- Rue Sébastien-Lenormand
- Rue Semiramis
- Place de la Sénéchaussée-de-Beaucaire
- Rue Sénégonde
- Impasse des Sept-Échelles
- Rue Sérane
- Rue du Serf-Amalbert
- Rue Serge-Gainsbourg
- Rue Serge-Lifar
- Rue Serge-Reggiani
- Chemin du Serpolet
- Rue des Seychelles
- Cour Sharon-Mac-Auliffe
- Rue Shirin-Ebadi
- Rue du Sichuan
- Rue de Sicile
- Allée de Sidon
- Rue Sieyès
- Rue Simon-Reynaud
- Allée Simon-Vouet
- Rue Simone-de-Beauvoir
- Rue Simone-Signoret
- Parvis Simone-Veil
- Place des Sitelles
- Allée Sœur-Chagny
- Rue des Sœurs-Noires
- Passage Soixante-Quinze
- Rue des Soldanelles
- Rue des Soldats
- Rue Sonja-Hénie
- Place des Sonnets
- Rue Sophie-Germain
- Allée des Sophoras
- Rue de la Soulane
- Place Soult
- Rond-point du Souvenir-Français
- Place de Sparte
- Rue de la Spirale
- Boulevard des Sports
- Rue des Springboks
- Impasse du Stade
- Rond-point de Stalingrad
- Impasse des Stances
- Rue Stanislas-Digeon
- Rue Stéphane-Grappelli
- Rue Steve-Jobs
- Boulevard de Strasbourg
- Place de Strasbourg
- Rue Subleyras
- Rue de Substantion
- Rue de Suez
- Impasse de Sumer
- Allée Surcouf
- Rue des Sureaux
- Square de Surville
- Rue Sutra-de-Germa
- Impasse Suzanne-Bernard
- Impasse Suzanne-Lenglen
- Rue Suzanne-Orts
- Rue Suzanne-Valadon
- Rue des Sycomores
- Place Sydney-Bechet
- Cour Sylvia-Monfort
- Rue de Syracuse

### T
- Place de Tagaste
- Rue de la Taillade
- Impasse des Taillandiers
- Impasse des Tamarins
- Rue des Tamaris
- Impasse Tandon
- Quai des Tanneurs
- Impasse des Tanneurs-dite-Court
- Rue de Tarragone
- Rue de la Tartane
- Rue Tatius
- Allée Teilhard-de-Chardin
- Rue de la Teinturerie
- Rue des Teissiers
- Boulevard Télémaque
- Impasse des Templiers
- Rue des Térébinthes
- Rue Terral
- Rue des Terrets-Bourrets
- Rue de Thèbes
- Rue Théodore-Aubanel
- Allée Théodore-de-Bèze
- Rue Théophraste-Renaudot
- Rue Thérèse
- Rue de la Thériaque
- Place Thermidor
- Avenue Théroigne-de-Méricourt
- Place de Thessalie
- Rue Thétis
- Rue Thomas
- Impasse Thomas-More
- Rue de Thomassy
- Rue de Thor
- Place de Tibériade
- Rue du Tibidabo
- Rue des Tiercelets
- Allée du Tiers-État
- Rue des Tilleuls
- Rue de Tipasa
- Enclos Tissié-Sarrus
- Rue Titan
- Rue Toiras
- Impasse des Tonneliers
- Rue des Tonnelles
- Rue Topaze
- Avenue de Toulouse
- Impasse de la Tour-Buffel
- Rue de la Tour-Buffel
- Rue de la Tour-de-Candelon
- Rue du Tour-de-l'Église
- Impasse Tour-Gayraud
- Rue Tour-Gayraud
- Rue de la Tour-Sainte-Eulalie
- Place de la Tourguille
- Rue des Tourmalines
- Rue du Tournoi-des-Six-Nations
- Rue des Tourterelles
- Rue du Tourtourel
- Rue Toussaint-Louverture
- Chemin des Traverses
- Rue de la Treille-Muscate
- Impasse Treillet
- Rue de la Trente-Deuxième
- Rue des Trésoriers-de-la-Bourse
- Rue des Trésoriers-de-France
- Impasse du Trianon
- Rue du Triolet
- Plan Tristan-Bernard
- Rue des Troènes
- Place de Troie
- Place des Trophées
- Rue du Truc-de-Leuze
- Rue du Truel
- Rue de la Tuilerie
- Rue des Tulipes
- Rue de Tunis
- Impasse Turandot
- Rue Turgot
- Place Tycho-Brahé
- Rue Tycho-Brahé
- Rue de Tyr

### U
- Allée Ulysse
- Rue Ulysse-Vergnes
- Rue de l'Université
- Rue d'Uppsala
- Square Uranus
- Rue Urbain-V
- Place Utrillo

### V
- Rue du Vaccarès
- Rue Vaissière
- Rue Val-Marie
- Avenue du Val-de-Montferrand
- Rue Valedau
- Rue de Valencay
- Rue de Valencia
- Place Valentin-Hauy
- Rue Valery-Larbaud
- Rue Valette
- Rue de la Valfère
- Rue de Vallat
- Place Valmy
- Rue de la Valsière
- Impasse Valteline
- Avenue de Vanières
- Rue Vanneau
- Allée de la Vanoise
- Rue Vatel
- Place Vauban
- Route de Vauguières
- Rue du Velay
- Rue Vendémiaire
- Place de Venise
- Place du Ventoux
- Rue du Vercors
- Rue Verdale
- Quai du Verdanson
- Impasse du Verdet
- Impasse des Verdiers
- Rue de Verdun
- Rue des Vermeiliers
- Rue de Vermelles
- Cour Véronèse
- Rue de la Verrerie
- Rue de la Verrerie-Basse
- Rue Verrochio
- Rue du Verseau
- Avenue du Vert-Bois
- Rue des Verveines
- Rue des Vestales
- Rue du Vestiaire
- Impasse du Vésuve
- Rue Vézian
- Impasse Viala
- Rue de la Victoire-de-la-Marne
- Rue Victor-Baltard
- Boulevard Victor-Hugo
- Rue Victor-Roger
- Allée Victor-Schoelcher
- Rue Victor-Vasarely
- Rue du Vieil-Aqueduc
- Rue de la Vieille
- Rue Vieille-Aiguillerie
- Rue de la Vieille-Intendance
- Rue de la Vieille-Poste
- Rue Vien
- Boulevard Vieussens
- Allée du Vieux-Mas
- Place du Vigan
- Impasse de la Vigne-de-Madame
- Rue de la Vigne-Vierge
- Rue des Vignerons
- Rue des Vignes
- Rue des Viguiers
- Rue de Villefranche
- Impasse Villehardouin
- Avenue de Villeneuve-Angoulème
- Avenue Vincent-Auriol
- Rue Vincent-Euvrard
- Impasse Vincent-Scotto
- Place du XXe-Siècle
- Impasse des Violettes
- Rue Viollet-le-Duc
- Rue Virginie-Montagnol
- Rue Vital-Michalon
- Rue Vivaldi
- Impasse de la Voie-Romaine
- Rue des Volontaires
- Allée Volta
- Rue Voltaire

### W
- Avenue du Walhalla
- Rue des Walkyries
- Rue des Wallabies
- Impasse Walter-Scott
- Rue Wangari-Maathai
- Rue Washington
- Cour Watt
- Rue Watteau
- Allée Wilhelm-Roentgen
- Rue William-et-Catherine-Booth
- Rue William-Kent
- Rue William-Webb-Ellis
- Rue Willy-Klein

### X
- Rue Xavier-Dezeuze
- Rue Xavier-Montrouzier
- Avenue Xavier-de-Ricard
- Avenue du XV-de-France

### Y
- Rue Yehudi-Menuhin
- Rue de l'Yeuse
- Rue des Yuccas
- Rue Yvan
- Rue Yves-Bonnefoy
- Rue Yves-Montand
- Allée Yves-Tanguy
- Rue Yvonne-Le-Tac

### Z
- Allée de Zeus
- Place Zeus
- Impasse Zimmer
- Impasse des Zinnias